# 李廷蕙
李廷蕙（1470年—？），字秀卿，湖广武昌府武昌县人，军籍，明朝政治人物。

## 生平
弘治十一年戊午科湖广鄉試第十九名舉人。弘治十二年（1499年）中式己未科會試第二百八名，三甲第二十名進士。

## 家族
曾祖李應芳；祖李淮，封順天府通判；父李显，前順天府通判。母田氏，封安人；继母熊氏。具庆下。兄廷蕃、廷菖。弟廷英、廷莘、廷節。